# Imanni da Silva
Imanni da Silva (Luanda, 14 de abril de 1981) es una modelo, activista, diseñadora de moda, presentadora, actriz y artista visual angoleña, considerada la primera modelo transgénero del continente africano.

## Biografía
Imanni da Silva ha hecho públicos los diferentes ataques transfóbicos que ha sufrido a lo largo de su carrera y es una voz activa que aboga contra la violencia, incluida la violencia física, que sufren las personas trans en Angola.
Vinculada a proyectos relacionados con los derechos humanos y generando debates sobre cuestiones de género en el espacio público, Imanni inició su transición de género en 2007, con terapia hormonal, y en 2011 decidió someterse a una cirugía de afirmación de género en Inglaterra. Al año siguiente, participó en el concurso internacional Miss Transexual en Tailandia.

## Carrera profesional
Imanni estudió en la Escuela Nacional de Administración Pública (ENAP). A finales de 2012 compitió en el concurso Miss Transexual en Tailandia.
En noviembre de 2015, participó en el Festival de Artes y Libro, llamado AKE Arts & Book Festival, en la ciudad de Abeokuta, Nigeria. Formó parte de la exposición colectiva Em Dependência, una iniciativa de la organización Ondjango Feminista.
En 2018, Imanni compitió en Super Sireyna Worldwide, en Filipinas, y ese mismo año inauguró su primera exposición de arte individual, titulada Vermelho sou, Vermelho Somos, en Camões - Centro Cultural Portugués, en Luanda, que abordó a la mujer como centro creativo de las quince pinturas expuestas.
Imanni da Silva formó parte del elenco del cortometraje Michelli, de Cláudio Chocolate, donde interpreta al personaje principal, Michelli, una mujer trans durante el aislamiento debido a la pandemia de COVID-19.
En marzo de 2022, también formó parte de la exposición colectiva Expressão Feminina de las artistas visuales angoleñas Denise Luís, Fineza Teta, Fity, Kiana y Sarhai en la Galería de Exposiciones del Centro Cultural Brasil-Angola (CCBA), en Luanda. Con el objetivo de explorar, a través de una variedad de materiales y formas, la expresividad de las mujeres angoleñas, especialmente de aquellas con trayectorias de vida diferentes y vinculadas a las artes.

## Reconocimientos y premios
Imanni da Silva participó en cinco concursos de belleza, donde ganó siete premios, dos de ellos el primer lugar. Fue Primera Dama de Honor en Super Sireyna Worldwide, en el año 2018, en la ciudad de Manila, Filipinas.